# Mô phân sinh

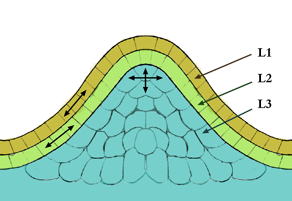
Mô hình Tunica-Corpus của mô phân sinh đỉnh (đỉnh mọc). Các lớp biểu bì (L1) và lớp dưới da (L2) tạo thành các lớp bên ngoài gọi là tunica. Lớp L3 bên trong được gọi là kho văn bản. Các tế bào trong các lớp L1 và L2 phân chia theo kiểu nằm ngang, giữ cho các lớp này khác biệt, trong khi đó lớp L3 phân chia theo kiểu ngẫu nhiên hơn.

Mô phân sinh là một loại mô có trong thực vật. Nó bao gồm các tế bào không phân biệt (tế bào phân hóa) có khả năng phân chia tế bào mới, làm cho cây sinh trưởng (tăng kích thước). Các tế bào trong mô phân sinh có thể phát triển thành tất cả các mô và cơ quan khác xảy ra trong thực vật.
Các tế bào thực vật khác biệt thường không thể phân chia hoặc sản xuất các loại tế bào khác nhau. Các tế bào mô phân sinh được không phân biệt hoặc không đầy đủ phân biệt, và là totipotent và có khả năng tiếp tục phân chia tế bào. Phân chia các tế bào thương mại cung cấp các tế bào mới để mở rộng và biệt hóa các mô và sự khởi đầu của các cơ quan mới, cung cấp cấu trúc cơ bản của cơ thể thực vật. Các tế bào là nhỏ, không có hoặc không bào nhỏ và nguyên sinh chất lấp đầy tế bào. Các lạp thể (lục lạp hoặc sắc lạp) không phân biệt, nhưng hiện diện ở dạng thô sơ. Các tế bào phân sinh được đóng gói chặt chẽ với nhau mà không có không gian liên bào. Thành tế bào là một thành tế bào sơ cấp rất mỏng.
Có ba loại mô phân sinh: đỉnh (apical), xen kẽ (intercalary) và bên (lateral). Tại đỉnh, có một nhóm nhỏ các tế bào phân chia chậm, thường được gọi là khu vực trung tâm. Các tế bào của khu vực này có chức năng tế bào gốc và rất cần thiết cho việc bảo trì mô phân sinh. Sự tăng sinh và tốc độ tăng trưởng tại đỉnh thường khác biệt đáng kể so với ở ngoại vi.